# 永川幸樹
永川 幸樹（ながかわ こうき、1932年-　）は、日本のノンフィクション作家、実業家。

## 経歴
長崎県生まれ。早稲田大学法学部卒業。新聞、雑誌記者などを経て、ノンフィクション作家になる。
1997年『善で動くべし! 実践の人・稲盛和夫』で日本文芸大賞・ノンフィクション賞受賞。
実業家の伝記や評論を執筆する。故郷・島原の「手延そうめん」業界の活性化にも貢献。

## 著書
- 『西武軍団を動かす堤義明の発想 末おそろしい男の切れ方』ベストセラーズ ワニの本 1977　のち文庫
- 『大正製薬上原家の発想 巨大閨閥と無借金経営の秘密』徳間書店 1979
- 『先駆者の発想 佐治敬三,堤義明,中内㓛,伊藤雅俊にみる』広済堂ブックス 1980
- 『「将たるものの器量」の研究 人間は修羅場をくぐってひと味違う「人物」になる』日新報道 1982
- 『学生社長のドデカイ野望 世界制覇をめざす音楽業界の革命児・大浦清一の生きざま』日新報道 1983
- 『堤家の極意 親子三代にわたる遺訓「200年」の行動原理』ベストセラーズ ワニの本 1984
- 『電光石火の男堤義明という男の読み方 野望の果てに何を見るか』ベストセラーズ ワニの本 1984
- 『今里広記から学ぶ男の魅力学 男が惚れる男の生きざま』ベストセラーズ ワニの本 1985
- 『日本を動かすのは五島昇か堤義明か 「財界本流」と「政界本流」の仁義なき戦い 宿命のライバル』現代書林 1986
- 『人を心服させるトップリーダー学 なぜ彼らの周りには人が集まるのか』日本実業出版社 1986
- 『10年後の堤清二と堤義明 明暗分かれる宿命の兄弟』第一企画出版 1987　のち三笠書房知的生きかた文庫
- 『堤義明は織田信長になる 共通する危険因子は何を暗示するか』第一企画出版 1987
- 『堤清二経営は永久革命だ セゾングループの時代が来る』第一企画出版 1988
- 『天下を盗る 渡辺美智雄の知られざる野望と戦略』第一企画出版 1988
- 『野望と狂気 「西武」の創始者-堤康次郎・波瀾の生涯』経済界 1988
- 『貸しの作り方借りの返し方 人間づき合い、こんなに差がつく たとえば、江副の誤算は何を教えるか』ベストセラーズ ワニの本 1989
- 『「常住真実」に生きる 驚異の花王丸田芳郎の道元に学ぶ経営』ネスコ 1989
- 『給料を要るだけ出す会社 驚異の人間集団・出光の秘密』徳間書店 1990
- 『最強の「長」と「副」最悪の「長」と「副」 企業盛衰の鍵を握る あなたの会社は果して大丈夫か』文化創作出版 1991
- 『堤義明・男の凄さ 西武王国総帥』三笠書房 1991
- 『巨大企業集団の明日を読む 経営危機説の真偽を克明に検証』第一企画出版 1992
- 『堤義明の「部下を捨てるな!」 西武6万人を動かす男の人の育て方、活かし方』経済界 タツの本 Ryu books　1993
- 『稲盛和夫の挫折人生に何を学ぶか いま成功の秘密を明かす 水際に強い男の行動哲学』ベストセラーズ ワニの本 1994
- 『稲盛和夫の難局のリーダー論 秘めたる図太さの資質とは』青春出版社プレイブックス 1994
- 『鈴木敏文の常識破壊のノウハウ セブン・イレブン,イトーヨーカ堂 いまのままの企業セオリーで、なぜ先が読めないか』青春出版社プレイブックス 1995
- 『飯田亮グランドデザインの破壊力 なぜ、セコムだけがこんなにも強いのか セコム連続超高収益の謎を解明』文化創作出版 1996
- 『福沢諭吉の着眼塾小林一三の行動塾 いまビジネスの現場に一番必要な武器だ』青春出版社プレイブックス 1996
- 『善で動くべし! 実践の人・稲盛和夫 盛和塾の経営秘伝とその核心』青春出版社 1997
- 『稲盛和夫の盛和塾・経営秘伝 不況はチャンスに変わる』青春出版社 1998
- 『中坊公平の熱血語録 銀行よ!国民をバカにするな!』監修 文化創作出版 1998
- 『小林一三知恵は真剣勝負が生む 不滅の商才に今、学ぶべきこと』ベストセラーズ 1999
- 『渋沢栄一人間、足るを知れ 「時代の先覚者」はなぜかくも「無私」たりえたのか』ベストセラーズ 1999
- 『セブン-イレブン鈴木敏文に何を学ぶか』河出書房新社 2000
- 『人を切らない会社が伸びる 堤義明の「人を生かす」経営戦略』青春出版社 2000
- 『結果が出るまでやり抜く人一歩前で諦める人 二宮尊徳の実践哲学 本物の経営者が心酔した"不動"の精神』青春出版社 2001
- 『早大雄弁会 それぞれの人生劇場』ベストセラーズ 2001
- 『セブンとイオンどう勝負に出るか トップの座を賭けた凄い「発想」と「決断」を見逃すな』河出書房新社 2010

## 注
1. ↑  『セブンとイオンどう勝負に出るか』著者紹介
2. ↑  長崎物産展. “長崎物産展”. 2015年5月5日閲覧。